# Magnox
Magnox je družina britanskih jedrskih reaktorjev, ki so hlajeni s plinom (CO2) in moderirani z grafitom. Gorivo je naravni (neobogateni) uran. Ime "Magnox" je po zlitini magnox - zlitina večinoma magnezija in manjšega deleža aluminija. Ta zlitina se uporablja pri fabrikaciji jedrskega goriva. 
Reaktor je primarno namenjen proizvodnji električne energije, se ga pa da konfigurirati za proizvodnjo plutonija za jedrsko orožje.
V Združenem kraljesvtu so zgradili 26 reaktorjev, skoraj vsi so upokojeni. Po eno enoto so izvozili v Italijo in na Japonsko. Severna Koreja naj bi razvila svoj magnox reaktor.

## Seznam Magnox reaktorjev v Združenem kraljestvu
| Ime               | Lokacija                                    | Lokacija (GeoHack) | Število reaktorjev | Moč reaktorja | Skupna moč | Začetek obratovanja | Zaustavitev    |
| ----------------- | ------------------------------------------- | ------------------ | ------------------ | ------------- | ---------- | ------------------- | -------------- |
| Calder Hall       | blizu Whitehavna, Cumbria                   | NY025042           | 4                  | 50 MWe        | 200 MWe    | 1956                | 2003           |
| Chapelcross       | blizu Annana Dumfries and Galloway          | NY2161169707       | 4                  | 60 MWe        | 240 MWe    | 1959                | 2004           |
| Berkeley          | Gloucestershire                             | ST659994           | 2                  | 138 MWe       | 276 MWe    | 1962                | 1989           |
| Bradwell          | blizu Southminstra, Essex                   | TM001087           | 2                  | 121 MWe       | 242 MWe    | 1962                | 2002           |
| Hunterston "A"    | med West Kilbride in Fairlie North Ayrshire | NS183513           | 2                  | 180 MWe       | 360 MWe    | 1964                | 1990           |
| Hinkley Point "A" | blizu Bridgwatra, Somerset                  | TR330623           | 2                  | 235 MWe       | 470 MWe    | 1965                | 1999           |
| Trawsfynydd       | Gwynedd                                     | SH690381           | 2                  | 195 MWe       | 390 MWe    | 1965                | 1991           |
| Dungeness "A"     | Kent                                        | TR074170           | 2                  | 219 MWe       | 438 MWe    | 1966                | 2006           |
| Sizewell "A"      | blizu Leistona, Suffolk                     | TM472634           | 2                  | 210 MWe       | 420 MWe    | 1966                | December 2006  |
| Oldbury           | blizu Thornburya, South Gloucestershire     | ST606945           | 2                  | 217 MWe       | 434 MWe    | 1968                | 2012           |
| Wylfa             | Anglesey                                    | SH350937           | 2                  | 490 MWe       | 980 MWe    | 1971                | 2015 (Planned) |